# Chung So-young
Chung So-young (n. 20 februarie 1967, Gimje, Jeolla de Nord, Coreea de Sud) este o jucătoare de badminton ce a reprezentat Coreea de Sud, medaliată olimpică. A participat la 2 ediții ale Jocurilor Olimpice (1988, 1992) în care a câștigat o medalie de aur.